# Physalis acutifolia
Physalis acutifolia ist eine Pflanzenart aus der Gattung der Blasenkirschen (Physalis) in der Familie der Nachtschattengewächse (Solanaceae).

## Beschreibung
Physalis acutifolia ist eine einjährige, fast unbehaarte Pflanze. Die wenigen vorhandenen Trichome sind kurz, fest, abgeflacht und anliegend. Die Blattspreiten der Laubblätter sind eiförmig-lanzettlich bis linealisch-lanzettlich. Die Spreiten der größeren Blätter sind meist 4 bis 12 cm lang und stehen an Blattstielen mit einer Länge von 1,5 bis 7 cm. Der Blattrand ist meist unregelmäßig und oftmals grob gezähnt, gelegentlich ist er regelmäßig und ausladend gezahnt.
Die Blüten stehen an Blütenstielen, die fünf- bis zwölfmal so lang sind wie der Kelch. Dieser ist meist 4 bis 5 mm lang. Die Krone ist hellgelb und manchmal grün überhaucht. Die Kronröhre ist kurz, der Kronsaum misst 15 bis 23 mm im Durchmesser und ist radförmig. Zwischen den Staubfäden stehen nahe der Basis des Kronsaums fünf haarige Felder. Die Staubbeutel sind meist 3 mm lang, gelb gefärbt und blau oder blau-grün überhaucht. Sie stehen an schlanken Staubfäden, die leicht länger als die Staubbeutel sind.
Die Frucht ist eine Beere, die den sie umgebenden, vergrößerten Kelch manchmal fast vollständig ausfüllt. Dieser ist 20 bis 25 mm lang und 17 bis 20 mm breit und steht an einem sich auf 2,5 bis 6 mm verlängernden Blütenstiel.

## Verbreitung
Die Art ist in Mexiko verbreitet.